# Étaples
Étaples o Étaples-sur-Mer es una comuna y la ciudad capital del cantón del mismo nombre, en el arrondissement de Montreuil-sur-Mer, en el Paso de Calais, departamento del norte de Francia. Es un puerto deportivo y pesquero en el río Canche.

## Demografía
| 8628 | 9095 | 10 559 | 11 292 | 11 305 | 11 177 |
| Para los censos de 1962 a 1999 la población legal corresponde a la población sin duplicidades (Fuente: INSEE [Consultar]) |      |        |        |        |        |